# Ermita de Sant Miquel (Vilafamés)
L'ermita de Sant Miquel, es localitza en direcció a Vilafamés i a cinc quilòmetres de la població, en el vessant del tossal del Mollet. S'accedeix a la mateixa a través d'una pista forestal.
La construcció de l'ermita es deu a la fundació piadosa de Pere Albella, qui va deixar establert en el seu testament que una part dels seus béns s'alienessin per a la construcció d'una ermita, establint com a administradors de la mateixa a l'ajuntament de la població.
Es tracta d'una construcció senzilla datada en 1640 d'àmplia façana amb finestres i un espaiosa porxada amb arcades. S'estructura en dues parts, la religiosa, amb una sala per al culte de planta rectangular amb cor alt en els peus i la sagristia lateral, i hostatgeria per a ermità i masovers.
Enfront de l'edificació existeix una gran plaça i a escassa distància una deula.